# Юліан Кіріце
Юліан Кіріце (рум. Iulian Chiriță, нар. 2 лютого 1967, Тирговіште) — румунський футболіст, що грав на позиції півзахисника.
Виступав, зокрема, за клуб «Рапід» (Бухарест), а також національну збірну Румунії.

## Клубна кар'єра
У дорослому футболі дебютував 1985 року виступами за команду «Тирговіште», в якій провів три сезони, взявши участь у 23 матчах чемпіонату. 
Згодом з 1988 по 1992 рік грав у складі команд «Флакера» (Морень) та «Брашов».
Своєю грою за останню команду привернув увагу представників тренерського штабу клубу «Рапід» (Бухарест), до складу якого приєднався 1992 року. Відіграв за бухарестську команду наступні чотири сезони своєї ігрової кар'єри. Більшість часу, проведеного у складі бухарестського «Рапіда», був основним гравцем команди.
Протягом 1996—1998 років захищав кольори клубів «Брашов», «Динамо» (Бухарест) та «Арджеш».
Завершив ігрову кар'єру у команді «Тирговіште», у складі якої вже виступав раніше. Повернувся до неї 1998 року, захищав її кольори до припинення виступів на професійному рівні у 1999 році.

## Виступи за збірну
У 1994 році дебютував в офіційних матчах у складі національної збірної Румунії.
У складі збірної був учасником чемпіонату світу 1994 року у США.
Загалом протягом кар'єри в національній команді, яка тривала 1 рік, провів у її формі 3 матчі.